# Liste der Eisenbahnstationen von Wellington
Diese Übersicht beinhaltet alle Bahnhöfe in der Region Wellington, die für den Personenverkehr genutzt werden. Alle Empfangsgebäude außer Wellington sind im Besitz des Greater Wellington Regional Council, der Bahnhof Wellington gehört Kiwi Rail. Der Betrieb der Vorortzüge erfolgt durch Transdev. Der Fernzug Northern Explorer, betrieben durch Kiwi Rail Scenic Journeys, fährt Wellington, Porirua und Paraparaumu an.

## Liniennetz

Das Vorortzug-Netz umfasst fünf Linien: Johnsonville, Kapiti, Hutt Valley, Melling und Wairarapa.

## Liste
| Station                      | Linie(n)                        | Ort(e)                                    |
| ---------------------------- | ------------------------------- | ----------------------------------------- |
| Ava                          | Hutt Valley                     | Ava, Petone                               |
| Awarua Street                | Johnsonville                    | Ngaio                                     |
| Box Hill                     | Johnsonville                    | Khandallah                                |
| Carterton                    | Wairarapa                       | Carterton                                 |
| Crofton Downs                | Johnsonville                    | Crofton Downs, Chartwell                  |
| Epuni                        | Hutt Valley                     | Epuni, Boulcott                           |
| Featherston                  | Wairarapa                       | Featherston                               |
| Heretaunga                   | Hutt Valley                     | Heretaunga                                |
| Johnsonville                 | Johnsonville                    | Johnsonville                              |
| Kaiwharawhara                | Kapiti, Hutt Valley, Melling    | Kaiwharawhara                             |
| Kenepuru                     | Kapiti                          | Kenepuru, Linden                          |
| Khandallah                   | Johnsonville                    | Khandallah                                |
| Linden                       | Kapiti                          | Linden                                    |
| Mana                         | Kapiti                          | Mana                                      |
| Manor Park                   | Hutt Valley                     | Manor Park                                |
| Masterton                    | Wairarapa                       | Masterton                                 |
| Matarawa                     | Wairarapa                       | Greytown                                  |
| Maymorn                      | Wairarapa                       | Maymorn                                   |
| Melling                      | Melling                         | Melling, Lower Hutt Stadtmitte            |
| Muri                         | Kapiti                          | Pukerua Bay                               |
| Naenae                       | Hutt Valley                     | Naenae, Avalon                            |
| Ngaio                        | Johnsonville                    | Ngaio                                     |
| Ngauranga                    | Hutt Valley, Melling            | Ngauranga                                 |
| Paekakariki                  | Kapiti                          | Paekakariki                               |
| Paraparaumu                  | Kapiti                          | Paraparaumu, Raumati                      |
| Paremata                     | Kapiti                          | Paremata                                  |
| Petone                       | Hutt Valley, Melling, Wairarapa | Petone                                    |
| Plimmerton                   | Kapiti                          | Plimmerton                                |
| Pomare                       | Hutt Valley                     | Pomare, Stokes Valley                     |
| Porirua                      | Kapiti                          | Porirua Stadtmitte                        |
| Pukerua Bay                  | Kapiti                          | Pukerua Bay                               |
| Raroa                        | Johnsonville                    | Raroa                                     |
| Redwood                      | Kapiti                          | Redwood                                   |
| Renall Street                | Wairarapa                       | Masterton                                 |
| Silverstream                 | Hutt Valley                     | Silverstream, Pinehaven                   |
| Simla Crescent               | Johnsonville                    | Khandallah                                |
| Solway                       | Wairarapa                       | Masterton                                 |
| Taita                        | Hutt Valley                     | Taita                                     |
| Takapu Road                  | Kapiti                          | Redwood, Grenada North                    |
| Tawa                         | Kapiti                          | Tawa                                      |
| Trentham                     | Hutt Valley                     | Trentham                                  |
| Upper Hutt                   | Hutt Valley, Wairarapa          | Upper Hutt Stadtmitte                     |
| Waikanae                     | Kapiti                          | Waikanae                                  |
| Wallaceville                 | Hutt Valley                     | Wallaceville, Trentham                    |
| Waterloo (bzw. Hutt Central) | Hutt Valley, Wairarapa          | Waterloo, Waiwhetu, Lower Hutt Stadtmitte |
| Wellington                   | Alle                            | Wellington Stadtmitte                     |
| Western Hutt                 | Melling                         | Alicetown, Lower Hutt Stadtmitte          |
| Wingate                      | Hutt Valley                     | Wingate, Avalon                           |
| Woburn                       | Hutt Valley                     | Woburn, Waiwhetu                          |
| Woodside                     | Wairarapa                       | Greytown                                  |

## Planungen
Momentan sind verschiedene Planungen für neue Stationen entlang der bestehenden Linien im Gespräch:
- Der Regionalrat hat einen Western Corridor Plan vorgeschlagen, mit dem die Anbindung im Gebiet von Kapiti verbessert werden soll. Hierzu sollen zwei neue Stationen gebaut werden.  Bahnhof Raumati, ursprünglich geplant für 2009, soll südlich der Station Paraparaumu Station gebaut werden, möglicherweise zwischen der Kreuzung mit der Nationalstraße 1 und der Poplar Avenue. Die Station Lindale, ursprünglich geplant für 2010, soll Bestandteil eines größeren Umsteigeknotens nördlich des Bahnhofs von Paraparaumu werden, hierzu wäre allerdings ein weiterer Ausbau der Elektrifizierung erforderlich. Der Western Corridor Plan wurde jedoch bislang nicht umgesetzt und stattdessen 2007 eine Elektrifizierung der Strecke nach Waikanae beschlossen. Im Zuge dessen wurden die Stationen Paraparaumu und Waikanae ausgebaut und letzterer Bahnhof hat nun Anschluss an das Vorortnetz von Wellington. Diese Schritte, die im Februar 2011 vollendet wurden, wären im Western Corridor Plan nicht für die nächsten zwanzig Jahre geplant gewesen.[1]
- Der Hutt Corridor Plan schlägt eine Elektrifizierung und Ausweitung der Bedienung nördlich von Upper Hut vor, mit den zwei neuen Stationen Timberlea und Cruickshank Road.[2] Im Dezember 2012 beschloss der Regionalrat, den Plan zu verfolgen.[3]
- Es gibt Planungen für eine neue Station zwischen Porirua und Paremata zur Anbindung des Aotea-Gebiets, eine Station südlich der Takapu Road (zur Anbindung von Glenside und weiteren Neubaugebieten in Johnsonville), eine Station zwischen Paekakariki und der geplanten Station Raumati (in der Nähe von McKay's Crossing), und sogar eine unterirdische Station im Tawa-Tunnel (zur Anbindung von Newlands darüber). Diese Planungen sind im Western Corridor Plan allerdings nicht enthalten.

Ebenfalls gibt es Pläne zur Stilllegung von Stationen, um die Reisezeiten der Züge durch den Entfall von Halten zu erhöhen. In der Diskussion stand, dass entweder Redwood oder Takapu Road stillgelegt werden könnte, bzw. Pukerua Bay oder Muri da die verbleibenden Stationen das Gebiet hinreichend abdecken können. Diese Vorschläge sind allerdings auch nicht im Western Corridor Plan enthalten.